# Битва при Калло
Битва при Калло (исп. Batalla de Kollum) — одно из важнейших сражений Восьмидесятилетней войны, произошедшее 20 июня 1638 года между голландской армией под командованием Вильгельма Нассау-Хильхенбаха и испанской армией во главе с кардиналом-инфантом Фердинандом Австрийским, губернатором испанских Нидерландов, близ форта Калло, расположенного на левом берегу реки Шельды. Голландцы рассчитывали окружить Антверпен, однако Фердинанд в результате битвы разбил гораздо большую по численности голландскую армию, потеряв при этом лишь несколько сотен солдат и взяв в плен 2500 голландцев и значительное количество орудий. Битва при Калло стала крупнейшей неудачей голландцев во время Восьмидесятилетней войны.

## Предыстория

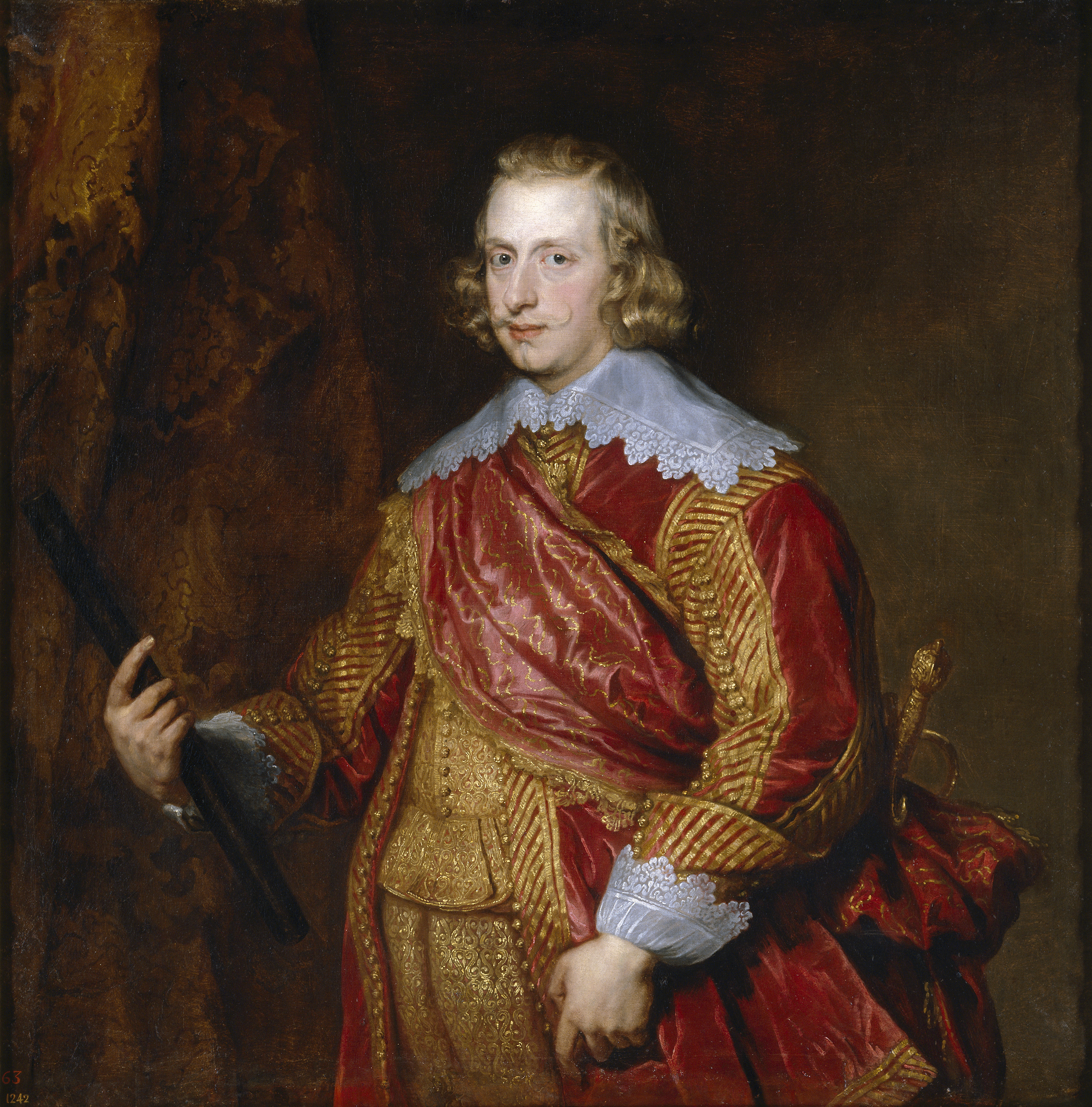
Фердинанд Австрийский, худ. А. Ван Дейк.

В июле 1637 года штатгальтер Фредерик-Генрих Оранский вошёл в северный Брабант во главе армии из 18 000 солдат и обложил испанский город Бреду. Имевшая гарнизон из 3000 испанцев, итальянцев, валлонов и бургундцев Бреда была одной из главных крепостей испанских Нидерландов и символом испанской власти в Европе. Испанские войска под командованием кардинал-инфанта Фердинанда Австрийского попытались снять осаду города, но не достигли успеха. Тогда Фердинанд решил двигаться со своим войском в долину реки Маас, где захватил Венло и Рурмонд, чтобы отвлечь Фредерика-Генриха от осады Бреды. Однако он был вынужден повернуть назад вскоре после этого, встревоженный французскими успехами в Артуа, Эно и Люксембурге, так и не сумев предотвратить падение Бреды.
Для кампании 1638 года король Филипп IV поручил кардиналу-инфанту провести наступательную кампанию против голландцев, чтобы заставить их согласиться на условия перемирия и возвратить потерянные территории в Бразилии, Бреду, Маастрихт, Райнберг и Орсой. Основной целью этой кампании был захват Райнберга, который давал бы Испании плацдарм для давления на Маастрихт. Фердинанду также было приказано после окончания кампании двигаться к Антверпену, который стал более уязвимым после потери Бреды. Однако в итоге вся испанская стратегия была разрушена действиями противников. Испанцам пришлось заняться обороной, поскольку в мае 1638 года маршал Шатийон осадил Сент-Омер, в то время как Фредерик-Генрих двинулся на Антверпен с армией из 22000 солдат, намереваясь осадить город.

## Ход сражения

### Действия голландцев

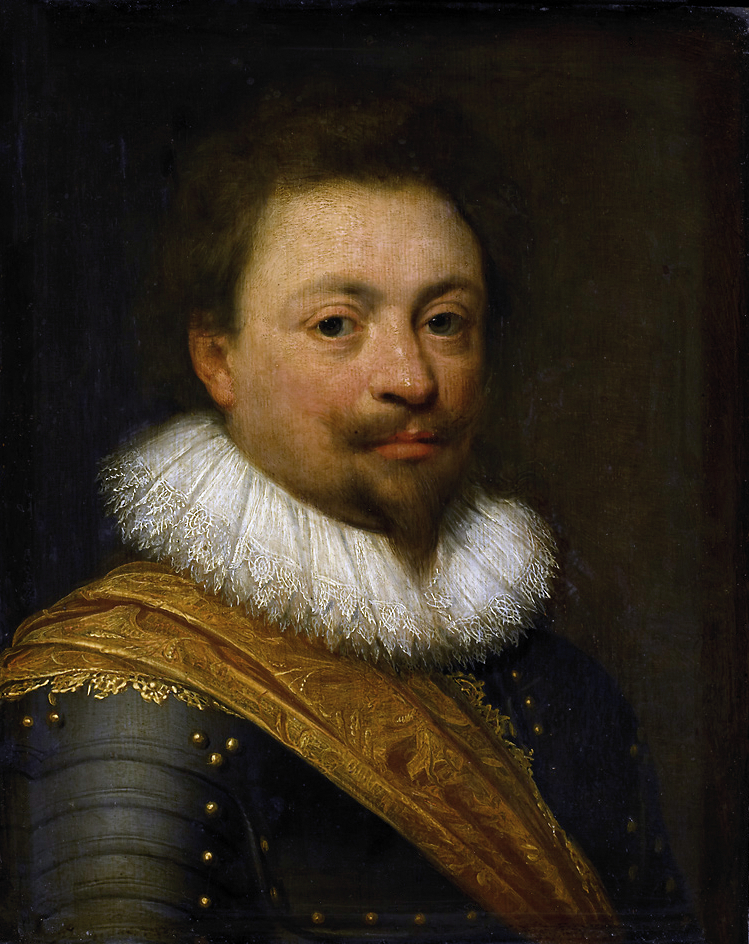
Вильгельм Нассау-Зигенский, худ. Я. А. ван Равестейн.

Голландский авангард из 6000 голландцев, немцев и шотландцев под командованием принца Вильгельма Нассау-Зигенского был послан впереди основной армии с приказом захватить форты и редуты, размещённые на левом берегу реки Шельды. Первоначально голландская армия концентрировалась у Берген-оп-Зома, куда Фредерик-Генрих Оранский подогнал 50 речных барж, но затем армия переместилась к Лилло. В ночь с 13 на 14 июня она пересекли Шельду у Килдрека и легко заняла форт Лифкенсхук, недалеко от деревни Калло. По данным испанской официальной переписки от 30 июня 1638 года, командир форта получил взятку в 24 000 серебряных монет и открыл ворота при приближении голландцев. В соответствии с другим источником, комендант не был предателем, а сдал форт, чтобы спасти свою жизнь и жизни солдат гарнизона. Наутро Вильгельм Нассау напал на форты Сент-Мари и Изабель. Он также приказал разрушить дамбы близ Мельзеле с целью затопления области, но отлив помешал этому.
В течение последующих четырёх дней голландские сапёры работали на укрепление обороны форта Лифкенсхук. На речных баржах доставлялась земля для строительства земляных укреплений. Половину гарнизона Вильгельм Нассау разместил в траншеях у стен форта, остальные солдаты были отправлены на штурм фортов Сент-Мари и Верребрук. Нападение на Сент-Мари было отбито его немецким гарнизоном, хотя на следующий день форт был оставлен защитниками и занят войсками Вильгельма. Форт Вердик был взят штурмом в тот же день. Некоторые источники утверждают, что единственный сын Вильгельма был убит во время этих боёв.

### Испанская контратака
Встревоженный кардинал-инфант Фердинанд Австрийский просил имперского генерала Оттавио Пикколомини немедленно прибыть в Антверпен со своей армией. Пикколомини был тогда на пути к Валансьену с 4000 пехотинцев и 3000 кавалеристов, чтобы снять осаду города Сент-Омер. Фердинанд сам также двинулся к городу в решимости вернуть потерянные форты. Он дал команду коменданту Антверпена дону Фелипе да Силва с гарнизоном покинуть город и следовать в сторону Мааса, где испанцы встали лагерем. Предупреждённый об этом манёвре Вильгельм Нассау мобилизовал свои войска в ожидании контратаки.

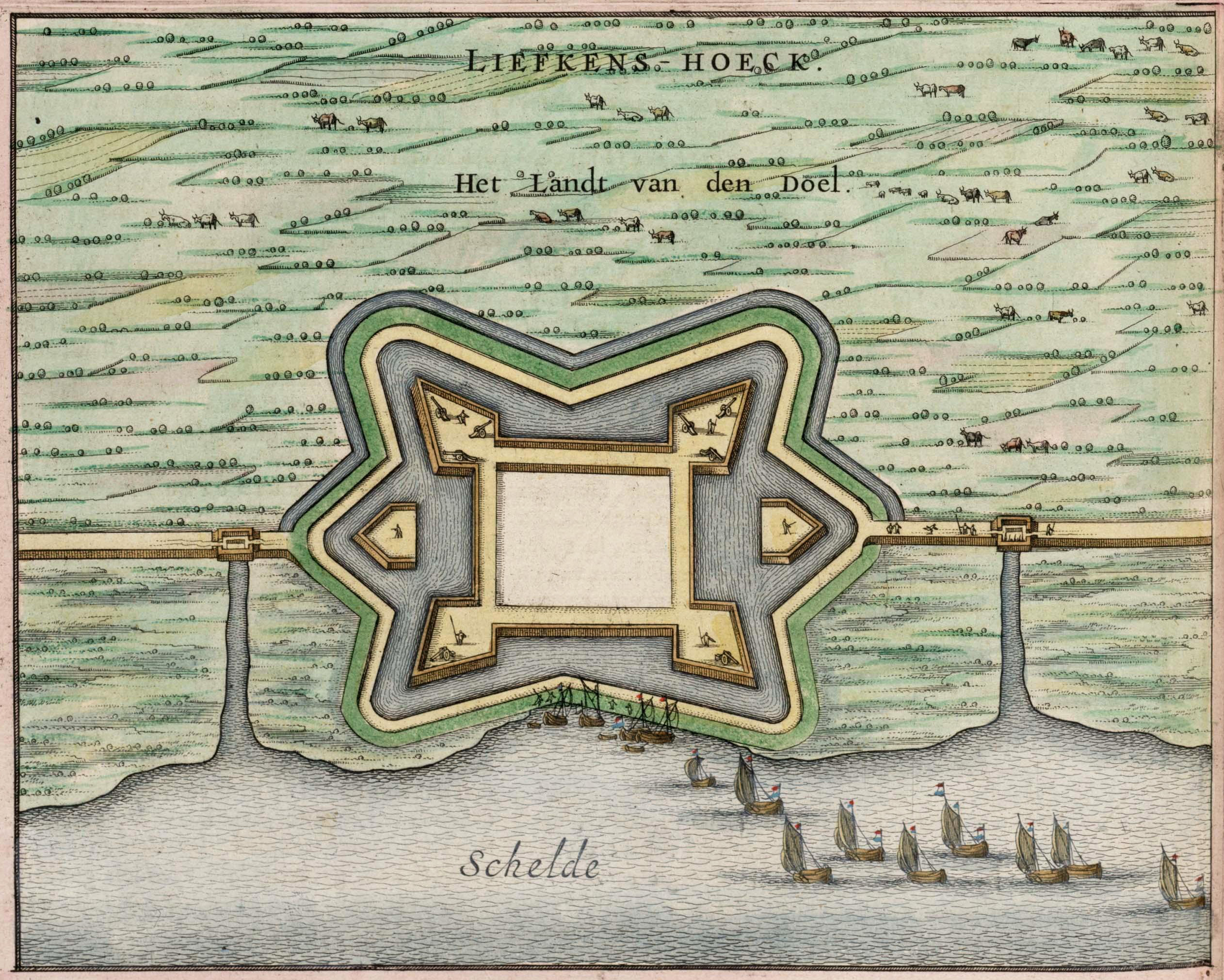
Карта форта Лифкенсхук.

Фердинанд разделил свою армию на три части. Основная была передана под командование генерала от артиллерии Андреа Кантельмо и состояла из 3000 солдат, разделённых на 5 отрядов. Маркиз Леде получил под командование 5 отрядов, состоявших из испанцев, валлонов, немцев и других наций численностью около 2000 человек. Наконец, третья часть армии включала также 2000 солдат и находилась под командованием графа Фуэнклара.
20 июня испанская армия пересекла реку Шельда и заняли позиции возле Беверена. Сражение, ставшее одним из самых кровавых во всей войне, началось в тот вечер со штурма испанцами голландских позиций и продолжалась 12 часов. Кантельмо атаковал голландские укрепления из Варброка, маркиз Леде — из Беверена, а граф Фуэнклара бросил своих солдат на форт Сент-Мари. Сначала голландцам удалось отразить натиск испанцев, но вскоре они дрогнули и побежали в беспорядке. Около 2500 человек были убиты или утонули, пытаясь спастись бегством, а ещё 2500 попали в плен. Вся артиллерия, 3 штандарта, 50 знамён и 81 речная баржа были захвачены испанцами. Форты Лифкенсхук и Верребрук были захвачены, а потери Фердинанда составили всего 284 человек, 822 получили ранения.

## Результаты
Победа при Калло был описан Фердинандом Австрийским в письме королю как «величайшая победа, которой руки вашего величества добились после начала войны в Нидерландах», а голландцами названа «большой бедой». Поражение заставило Фредерика-Генриха прекратить вторжение в испанские Нидерланды и серьёзно подорвало репутацию штатгальтера. Вскоре после этого два генерала Фердинанда, Оттавио Пикколомини и Томас Кариньяно, разгромили французскую армии маршала Шатийона, которая отступила от Сент-Омера, потеряв 4000 солдат. В попытке восстановить ситуацию Фредерик-Генрих осадил Гельдерн, но был вынужден снять осаду после того, как испанцы Фердинанда взломали его осадные укрепления. Оборонительная кампания 1638 года в целом была исключительно успешной для испанцев.